# Otmar Scherzer

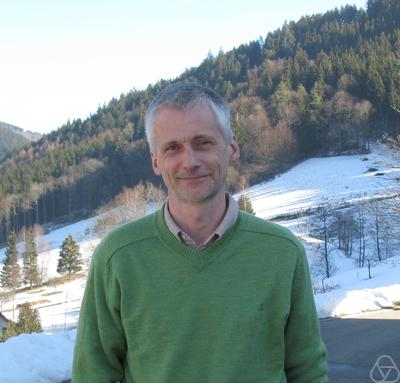
Otmar Scherzer (2012)

Otmar Scherzer (* 10. Juni 1964 in Vöcklabruck, Oberösterreich) ist ein österreichischer Mathematiker und Professor an der Universität Wien.

## Leben
Scherzer studierte Technische Mathematik an der Universität Linz, wo er 1990 bei Heinz W. Engl promoviert wurde. Er war wissenschaftlich an seiner Heimatuniversität, sowie der Ludwig-Maximilians-Universität München, der Universität Bayreuth und der Universität Innsbruck tätig.
Seine Spezialgebiete sind Inverse Probleme, Bildverarbeitung, Modellierung und Parameter Identification. In diversen Forschungsprojekten beschäftigte er sich unter anderem mit photoakustischer Bildgebung bei Computertomographien und verbesserten Verfahren zur Feinstaubanalyse sowie zur Radarortung von Lawinenopfern.
Er ist Universitätsprofessor für „Computational Science – Mathematische Modellierung und Algorithmik in Anwendungsgebieten“ an der Universität Wien (Doppelprofessur: Fakultät für Informatik und Fakultät für Mathematik).

## Anerkennungen
- 1998: Förderungspreis der Österreichischen Mathematischen Gesellschaft
- 1999: START-Preis
- 2005: Tiroler Landespreis für Wissenschaft[3][4]